# Xiphogramma anneckei
Xiphogramma anneckei is een vliesvleugelig insect uit de familie van de Trichogrammatidae. De wetenschappelijke naam is voor het eerst geldig gepubliceerd in 1975 door Doutt.